# Mars 4
La missione spaziale sovietica Mars 4 consisteva nel lancio di una sonda destinata ad entrare in orbita attorno al pianeta Marte con il compito di eseguire delle foto, raccogliere informazioni sull'atmosfera e sulla superficie del pianeta e fungere da ripetitore verso terra dei segnali inviati dai rover Mars 6 e Mars 7. A causa di un guasto non riuscì a rallentare la sua corsa e pertanto non fu possibile inserirla in un'orbita attorno a Marte.

## Missione
Mars 4 fu lanciato in orbita tramite il vettore Proton il 21 luglio 1973 alle 19:30:59 UTC e, dopo un'ora e mezzo, fu inserito sulla sua rotta verso il pianeta rosso. Il 30 luglio 1973 fu necessario eseguire una correzione di rotta e la navicella raggiunse così Marte il 10 febbraio 1974.
A causa di un difetto in un chip del computer di bordo, difetto che si aggravò durante il viaggio, non fu possibile accendere i retrorazzi che avrebbero permesso alla sonda di rallentare, pertanto la missione del Mars 4 si trasformò in un semplice sorvolo ravvicinato a 2.200 km del pianeta.
La sonda fu in grado di trasmettere a terra solo una sessione di immagini e alcune occultazioni radio che costituivano la prima rilevazione della ionosfera nella parte non illuminata di Marte. Dopo il sorvolo la sonda inviò dati riguardanti l'ambiente interplanetario.

## La sonda
Mars 4, ed ugualmente Mars 5 in quanto sonde gemelle, fu equipaggiato con un sistema televisivo composto da due telecamere. Una, di nome Vega, con lunghezza focale di 52 mm, rapporto focale di f/2.8 e apertura angolare di 35,7 gradi. L'altra, chiamata Zufar, con lunghezza focale di 350 mm, rapporto focale di f/4.5 e apertura angolare di 5,67 gradi. Le immagini furono scattate attraverso un filtro rosso e potrebbero aver avuto una risoluzione in pixel di 1000x1000 o 2000x2000 quando furono trasmesse a Terra. La risoluzione delle foto andava dai 100 metri al chilometro e il dispositivo atto ad eseguire la digitalizzazione delle riprese era in grado di generare immagini panoramiche nel visibile e nel vicino infrarosso.
A bordo della sonda furono installati anche un fotometro Lyman-Alph, in grado di rilevare l'idrogeno nell'alta atmosfera, un magnetometro, rilevatori di plasma di ioni, un sensore di plasma elettrostatico per studiare il vento solare, un radiometro all'infrarosso per acquisire la temperatura della superficie marziana, un polarimetro radio per rilevare la costante dielettrica interna al pianeta, due polarimetri per studiare le caratteristiche della superficie marziana ed uno spettrometro per investigare le emissioni di particelle nell'alta atmosfera.
Oltre a questa strumentazione scientifica a bordo furono anche installati due fotometri destinati uno alla ricerca dell'acqua nell'atmosfera e l'altro per rilevare l'ozono. Inoltre la sonda era dotata di strumentazione in grado di eseguire esperimenti di radio-occultazione per scoprire la densità dell'atmosfera e della ionosfera. In più Mars 4 ospitava strumentazione creata in Francia atta a studiare le emissioni solari e la loro intensità.